# Jan Adamecki
Jan Adamecki (ur. 23 kwietnia 1895 w Strzyżowicach, zm. 7 lipca 1972 w Warszawie) – ksiądz i bibliotekarz polski, właściciel i ofiarodawca księgozbioru liczącego 
ponad 5000 woluminów.

## Życiorys
Urodził się w roku 1895, w miejscowości Strzyżowice (powiat Piotrków Trybunalski). W wieku 17 lat (1912) wstąpił do włocławskiego Seminarium Duchownego. Pięć lat później otrzymał święcenia kapłańskie.
Początkowo był wikariuszem i prefektem (Piotrków Trybunalski i Włocławek). Przez 5 lat (1922–1927) studiował teologię moralną na uniwersytecie we Fryburgu. Wkrótce potem (1928) powrócił do Włocławka, gdzie został profesorem między innymi liturgiki w tamtejszym Wyższym Seminarium Duchownym. Przez ćwierćwiecze (1932-1956) kierował biblioteką Seminarium Duchownego im. Księży Chodyńskich we Włocławku. Nieco później (1934), przygotował adaptację nowego pomieszczenia na potrzeby swej biblioteki. Wkrótce potem przeniósł tam cały księgozbiór, przystępując jednocześnie do jego profesjonalnego skatalogowania (zgodnie w metodologią stosowaną w zagranicznych bibliotekach). Po roku 1945, częściowo odzyskał zbiory biblioteki, wywiezionej w okresie II wojny światowej przez Niemców do Poznania. Przez 3 lata (1953–1956) piastował funkcję kuratora Archiwum Diecezjalnego, w latach 1960–1972 był członkiem redakcji Ateneum Kapłańskiego oraz cenzorem ksiąg kościelnych.

## Publikacje
- artykuł: Biblioteka Seminarium Włocławskiego, "Ateneum Kapłańskie" 1969, rocznik 61, t. 72, s. 306-314

## Księgozbiory
We Włocławku zgromadził własnym sumptem wartościowy księgozbiór o charakterze teologicznym i bibliofilskim. Liczył on ponad 5000 woluminów, który po jego śmierci w zdecydowanej większości (około 4500 woluminów) zasilił włocławską Bibliotekę Seminaryjną.